# Josefa Quezada
Josefa Quezada (* 30. April 1992) ist eine chilenische Leichtathletin, die im Mittel- und Langstreckenlauf an den Start geht.

## Sportliche Laufbahn
Erste internationale Erfahrungen sammelte Josefa Quezada im Jahr 2021, als sie bei den Südamerikameisterschaften in Guayaquil in 4:28,15 min den achten Platz im 1500-Meter-Lauf belegte und über 800 Meter mit 2:13,92 min im Vorlauf ausschied. Im Jahr darauf belegte sie bei den Ibero-Amerikanischen Meisterschaften in La Nucia in 4:26,93 min den neunten Platz über 1500 Meter und kam im 5000-Meter-Lauf nicht ins Ziel. Anschließend gewann sie bei den Juegos Bolivarianos in Valledupar in 4:18,07 min die Bronzemedaille über 1500 Meter hinter der Venezolanerin Joselyn Brea und Muriel Coneo aus Kolumbien. Zudem siegte sie in 17:22,21 min über 5000 Meter. Im Oktober nahm sie an den Südamerikaspielen in Asunción und belegte dort in 4:20,54 min den fünften Platz über 1500 Meter und gelangte mit 16:23,13 min auf Rang sieben über 5000 Meter. 2023 belegte sie bei den Südamerikameisterschaften in São Paulo in 4:26,12 min den siebten Platz und gelangte anschließend bei den Panamerikanischen Spielen in Santiago de Chile mit 4:18,92 min auf Rang acht. Im Jahr darauf belegte sie bei den Ibero-Amerikanischen Meisterschaften in Cuiabá in 4:15,43 min den fünften Platz über 1500 Meter.
In den Jahren von 2021 bis 2024 wurde Quezada chilenische Meisterin im 1500-Meter-Lauf sowie 2022 auch über 5000 Meter.

## Persönliche Bestleistungen
- 800 Meter: 2:04,82 min, 7. April 2024 in Santiago de Chile
- 1500 Meter: 4:13,67 min, 6. April 2024 in Santiago de Chile
- 3000 Meter: 9:13,73 min, 17. März 2022 in Concepción (chilenischer Rekord)
- 5000 Meter: 16:11,40 min, 10. April 2022 in Temuco